# Overcooked
『Overcooked』（オーバークック）は、イギリスのゲームスタジオGhost Town Gamesが開発し、Team17が発売したアクションゲーム。
2016年にMicrosoft Windows、PlayStation 4、Xbox One用にリリースされ、Nintendo Switch版は2017年にダウンロードコンテンツ2本を収録した『オーバークック スペシャルエディション』として配信開始された。
2018年8月7日にはオンラインモードなどの新要素が追加された続編『Overcooked 2』が発売された。

## ゲーム内容
プレイヤーはタマネギ王国のシェフとなり、客のオーダーに応じて料理を作っていく。ステージをクリアすると提供した料理数から失敗した数を引かれ、ボーナスのチップを加算したポイントにより星（最大3つ）が付与され、星の数に応じてステージが解放されていく。
本編のステージは多種多様であり、たとえば船上のステージは船の傾きによって厨房の配置が変化する仕掛けが用意されている。また、ステージの中にはシェフたちが分断されるものや、床が滑りやすくなっているものもある。
本作では調理時間の概念があり、プレイヤーが目を離したすきに鍋が炎上することがあり、消火器で消さない限り燃え広がる。
シングルプレイでは2人のシェフを操作し、ローカルマルチプレイでは4人までのプレイヤーが役割分担をして料理を完成させていく。ステージによっては並行して走る2台のトラックの荷台の上に分断されていたり、高低差があったりと様々なギミックがある。
ダウンロードコンテンツ
- ロストモーセル - 高難易度のステージを収録[3]。
- フェスティブシーズニング - サンタ帽を被ってクリスマス向けの料理を作る[3]。

## 評価
電撃オンラインのsexy隊長は、本作のマルチプレイモードについて「声をかけながら連携する必要があって大変だが、うまくいった時の喜びは格別である」と評価している。